# Mat Whitecross
Mat Whitecross (Oxford, 21 settembre 1977) è un regista inglese.

## Biografia
Nel 2004 si è occupato del montaggio di 9 Songs, film diretto da Michael Winterbottom.
Ha esordito come regista con The Road to Guantanamo (2006), diretto con Winterbottom e vincitore del premio miglior regia al Festival del cinema di Berlino del 2006. Ha poi diretto vari videoclip musicali di artisti come Coldplay, Rolling Stones, Take That e Jay-Z.
È stato regista di alcuni episodi delle serie TV Fleming - Essere James Bond e Nearly Famous.
Sempre con Winterbottom ha diretto The Shock Doctrine (2010), adattamento del controverso libro di Naomi Klein Shock economy. Nel 2009 si è recato in viaggio in Thailandia per filmare Moving to Mars, documentario su due famiglie di rifugiati birmani vincitore del Grierson Awad come miglior documentario.
Ha diretto Sex & Drugs & Rock & Roll (2010), film biografico sulla leggenda punk rock Ian Dury nominato per i BAFTAs nel 2010, e il thriller Ashes, con Ray Winstone e Jim Sturgess.
Nel 2012 ha diretto Spike Island, docufilm sul leggendario concerto degli Stone Roses sull'omonima isola, nel maggio 1990.
Nel 2016 ha diretto Oasis: Supersonic, docufilm sull'ascesa degli Oasis dalle umili origini dei fratelli Noel e Liam Gallagher a Manchester ai grandiosi concerti di Knebworth Park dell'agosto 1996.

## Filmografia

### Cinema
- Job Street - cortometraggio (2005)
- The Road to Guantanamo, co-regia di Michael Winterbottom (2006)

- The Shock Doctrine, co-regia di Michael Winterbottom (2009)
- Moving to Mars (2009)
- Sex & Drugs & Rock & Roll (2010)
- Spike Island (2012)
- Ashes (2012)
- Oasis: Supersonic (Supersonic) (2016)
- Coldplay: A Head Full of Dreams (2018)
- La musica di 007 (The Sound of 007) (2022)

### Videoclip
- 2008 - Coldplay: Lovers in Japan
- 2010 - Coldplay: Christmas Lights
- 2011 - Coldplay: Every Teardrop is a Waterfall
- 2011 - Coldplay: Paradise
- 2012 - Coldplay: Charlie Brown
- 2014 - Coldplay: A Sky Full of Stars
- 2015 - Coldplay: Adventure of a Lifetime
- 2017 - Take That: Giants
- 2017 - The Chainsmokers e Coldplay: Something Just like This (Tokyo Remix)
- 2019 - Coldplay: Orphans
- 2022 - Coldplay: Biutyful